# 汪晨蕊
汪晨蕊（1991年7月12日—），中国大陆女歌手。

## 经历
2016年，汪晨蕊參加《中國新歌聲》第一季，盲選時憑着一首《深海》獲得汪峰和那英兩位導師的轉身，并最終成爲了那英戰隊冠軍學員及總決賽季軍。对于汪晨蕊在總決賽中的首輪被淘汰，知名音乐博主耳帝感到非常遗憾，他直言：“汪晨蕊的《当年情》唱得非常好，她是唯一在直播中唱出了录音质感的学员。”